# Épargnes
Épargnes és un municipi francès situat al departament del Charente Marítim i a la regió de la Nova Aquitània. L'any 2007 tenia 789 habitants.

## Demografia

### Població
El 2007 la població de fet d'Épargnes era de 789 persones. Hi havia 300 famílies de les quals 80 eren unipersonals (44 homes vivint sols i 36 dones vivint soles), 116 parelles sense fills, 92 parelles amb fills i 12 famílies monoparentals amb fills.
La població ha evolucionat segons el següent gràfic:
Habitants censats

### Habitatges
El 2007 hi havia 408 habitatges, 315 eren l'habitatge principal de la família, 74 eren segones residències i 19 estaven desocupats. 398 eren cases i 2 eren apartaments. Dels 315 habitatges principals, 253 estaven ocupats pels seus propietaris, 43 estaven llogats i ocupats pels llogaters i 19 estaven cedits a títol gratuït; 1 tenia una cambra, 19 en tenien dues, 52 en tenien tres, 69 en tenien quatre i 174 en tenien cinc o més. 278 habitatges disposaven pel capbaix d'una plaça de pàrquing. A 141 habitatges hi havia un automòbil i a 148 n'hi havia dos o més.

### Piràmide de població
La piràmide de població per edats i sexe el 2009 era:
| Homes | Edats   | Dones |
| ----- | ------- | ----- |
| 0     | 95 o +  | 4     |
| 8     | 90 a 94 | 20    |
| 12    | 85 a 89 | 12    |
| 0     | 80 a 84 | 4     |
| 24    | 75 a 79 | 12    |
| 24    | 70 a 74 | 16    |
| 44    | 65 a 69 | 32    |
| 16    | 60 a 64 | 32    |
| 28    | 55 a 59 | 16    |
| 36    | 50 a 54 | 24    |
| 16    | 45 a 49 | 32    |
| 24    | 40 a 44 | 16    |
| 28    | 35 a 39 | 8     |
| 24    | 30 a 34 | 24    |
| 12    | 25 a 29 | 16    |
| 28    | 20 a 24 | 24    |
| 16    | 15 a 19 | 24    |
| 16    | 10 a 14 | 12    |
| 8     | 5 a 9   | 24    |
| 20    | 0 a 4   | 16    |

## Economia
El 2007 la població en edat de treballar era de 459 persones, 311 eren actives i 148 eren inactives. De les 311 persones actives 267 estaven ocupades (144 homes i 123 dones) i 44 estaven aturades (16 homes i 28 dones). De les 148 persones inactives 72 estaven jubilades, 27 estaven estudiant i 49 estaven classificades com a «altres inactius».

### Ingressos
El 2009 a Épargnes hi havia 319 unitats fiscals que integraven 747 persones, la mediana anual d'ingressos fiscals per persona era de 14.539 €.

### Activitats econòmiques
Dels 44 establiments que hi havia el 2007, 3 eren d'empreses alimentàries, 9 d'empreses de construcció, 10 d'empreses de comerç i reparació d'automòbils, 1 d'una empresa de transport, 1 d'una empresa d'hostatgeria i restauració, 1 d'una empresa d'informació i comunicació, 10 d'empreses immobiliàries, 6 d'empreses de serveis, 1 d'una entitat de l'administració pública i 2 d'empreses classificades com a «altres activitats de serveis».
Dels 10 establiments de servei als particulars que hi havia el 2009, 1 era un taller de reparació d'automòbils i de material agrícola, 3 paletes, 1 fusteria, 2 lampisteries, 2 electricistes i 1 agència immobiliària.
Dels 4 establiments comercials que hi havia el 2009, 1 era una fleca, 1 una carnisseria i 2 peixateries.
L'any 2000 a Épargnes hi havia 44 explotacions agrícoles que ocupaven un total de 1.280 hectàrees.

## Equipaments sanitaris i escolars
El 2009 hi havia una escola elemental integrada dins d'un grup escolar amb les comunes properes formant una escola dispersa.

## Poblacions més properes
El següent diagrama mostra les poblacions més properes.